# Лайхартинг, Иоганн Непомук фон
Иоганн Непомук фон Лайхартинг (нем. Johann Nepomuk von Laicharting, 1754—1797) — австрийский энтомолог. 

## Биография
В 1776 году окончил Терезианскую академию в Вене. В 1793—1797 годах работал профессором Инсбрукского университета. Основоположник изучения энтомофауны Тироля. Изучил и описал внешнее строение и образ жизни более 260 видов жуков. Из 38 описанных им новых для науки видов, 14 являются валидными.

## Публикации
- Laicharting, J.N.v. (1781): Verzeichniß und Beschreibung der Tyroler Insekten. I. Theil Käferartige Insecten. 1. Band. – J.C. Fueßly, Zürich: I-XII, 1-248.
- Laicharting, J.N.v.  (1782): Papilio Celtis. – Fuessly, Archiv f. Insectengesch. 2: 1-3.
- Laicharting, J.N.v. (1783): Papilio Celtis. Ein Nachtrag zur Geschichte desselben. – Fuessly, Archiv f. Insectengesch. 3: 1-4, Taf. 14.
- Laicharting, J.N.v. (1784): Verzeichniß und Beschreibung der Tyroler Insekten. I. Theil Käferartige Insecten. 2. Band. – J. C. Fueßli, Zürich: I-XIV, 1-176